# Spink County
Spink County är ett administrativt område i delstaten South Dakota, USA. År 2010 hade countyt 6 415 invånare. Den administrativa huvudorten (county seat) är Redfield.

## Geografi
Enligt United States Census Bureau har countyt en total area på 3 911 km². 3 895 km² av den arean är land och 16 km² är vatten.

### Angränsande countyn
- Brown County, South Dakota - nord
- Day County, South Dakota - nordost
- Clark County, South Dakota - öst
- Beadle County, South Dakota - syd
- Hand County, South Dakota - sydväst
- Faulk County, South Dakota - väst

### Orter
- Northville
- Redfield (huvudort)